# Vitória Eugénia de Battenberg
Vitória Eugénia de Battenberg (nome de batismo: Victoria Eugenie Julia Ena; nome católico romano: Victoria Eugenia Cristina; Aberdeenshire, 24 de outubro de 1887 – Lausana, 15 de abril de 1969), mais conhecida como Ena, foi a esposa do rei Afonso XIII e Rainha Consorte da Espanha de 1906 até a proclamação da Segunda República Espanhola em 1931. Nascida uma princesa britânica de origem alemã, membro da casa de Battenberg, era filha do príncipe Henrique de Battenberg e da princesa Beatriz do Reino Unido, filha mais nova da rainha Vitória.
Casou-se com o rei Afonso XIII da Espanha em 1906, após conhecê-lo em uma recepção no Palácio de Buckingham organizada por seu tio, o rei Eduardo VII, em homenagem ao monarca espanhol. O casal teve sete filhos, dois dos quais eram portadores da hemofilia, doença a qual Vitória Eugénia herdou de sua avó materna, a rainha Vitória. Na Espanha, Ena (como era mais conhecida) foi uma rainha distante de seu povo e pouco popular. Ela não gostava dos costumes espanhóis como a tauromaquia, chegando a afirmar que a prática era um espetáculo cruel próprio de um povo atrasado como o espanhol. Ena também se queixava da Rígida etiqueta da Corte espanhola e do fato de ter sido obrigada a se converter do anglicanismo ao catolicismo para poder se casar com Afonso XIII. Uma rainha moderna para a época, ela não se importava em ser vista fumando em público, vestia calças masculinas e praticava esportes. Ena era uma entusiasta do futebol e frequentemente acompanhava partidas; ela até mesmo chegou a receber em seu castelo, já no exílio na Suíça, a delegação do Real Madrid. Aficionada por joalheria e moda, ela colecionou peças valiosas, atualmente usadas pela realeza espanhola e era vestida pelo estilista Cristóbal Balenciaga.
Em 1931, Ena teve que partir da Espanha para o exílio com o resto da família real, após eleições municipais terem colocado republicanos no poder nas maiores cidades, levando à proclamação da Segunda República Espanhola. Afonso XIII esperava que o seu exílio impedisse a guerra civil entre republicanos e nacionalistas, o que não ocorreu, e em 1936 eclodiria a Guerra Civil Espanhola, na qual os nacionalistas sairiam vitoriosos. Após a vitoria dos nacionalistas na guerra e a consolidação de Francisco Franco no poder, a Espanha retornou ao seu status quo de reino. No entanto, Franco fez com que o trono permanecesse vago até sua morte em 1975, quando o príncipe Juan Carlos, neto de Afonso XIII e Ena, ascendeu ao trono como rei Juan Carlos da Espanha. Ena voltou brevemente à Espanha em fevereiro de 1968, para atuar como madrinha de batismo do seu bisneto, o infante Filipe, o atual rei Filipe VI da Espanha.
Ela morreu em Lausana a 15 de abril de 1969, aos 81 anos, exatamente 38 anos depois de ter deixado a Espanha para o exílio. Foi sepultada na Igreja do Sacré Coeur na mesma cidade. Em 25 de abril de 1985, o seu caixão voltou para Espanha, repousando na Cripta Real do Mosteiro do Escorial.

## Primeiros anos

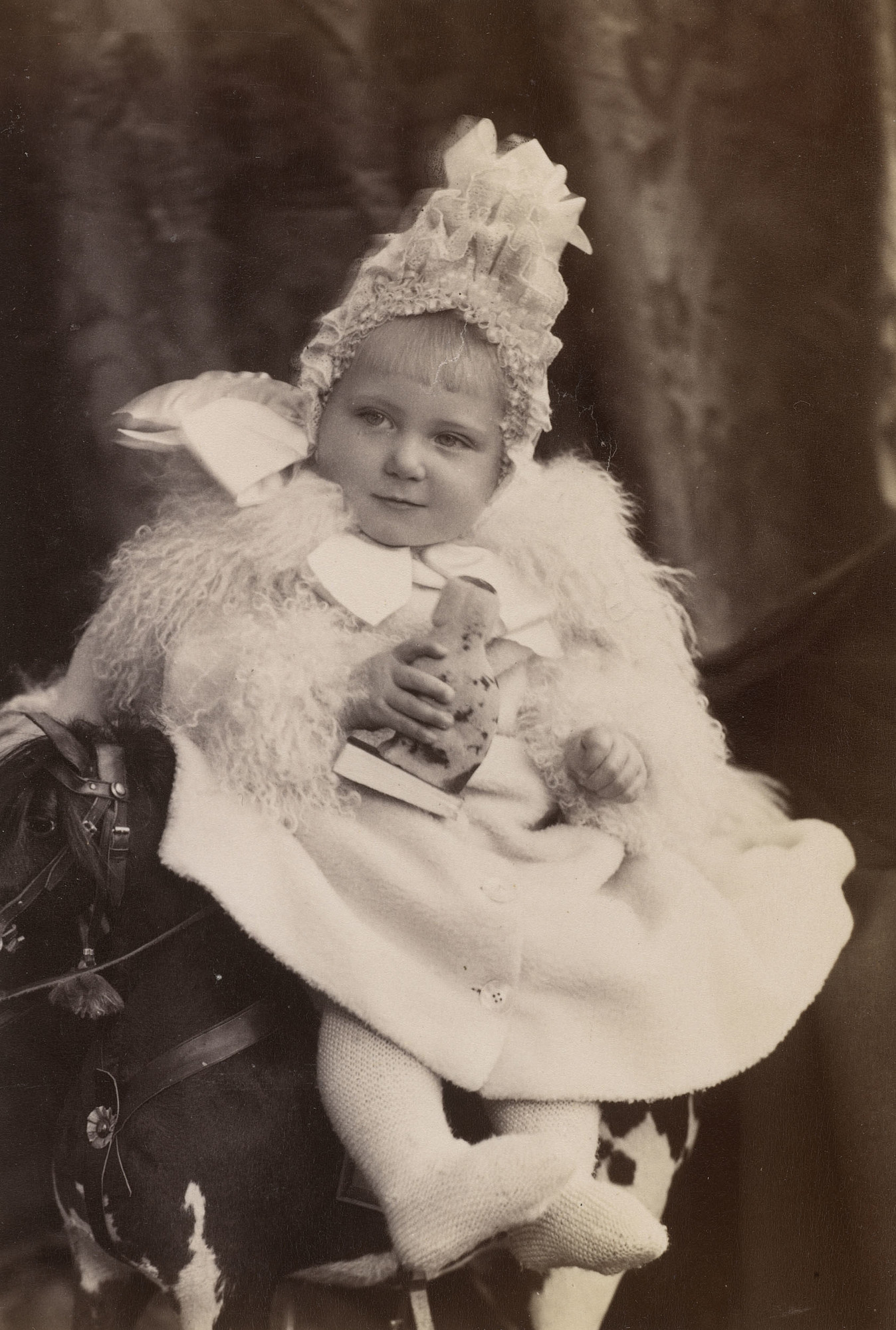
Vitória Eugénia quando criança em 1888

Nascida no Castelo de Balmoral, na Escócia, Vitória Eugénia era a única filha do príncipe Henrique de Battenberg e de sua esposa a princesa Beatriz, a última filha da rainha Vitória e do príncipe Alberto. Vitória recebeu o nome de suas avós e de uma de suas madrinhas a imperatriz Eugénia de Montijo, viúva de Napoleão III da França. Entre seus familiares, era conhecida como Ena, um antigo nome celta escocês que significa Eva. Vitória Eugénia foi a primeira neta de um monarca britânico a nascer na Escócia, sendo sucedida, em 1930, pela princesa Margarida, Condessa de Snowdon.
O pai de Ena, Henrique de Battenberg era fruto de um casamento morganático e apenas detinha o direito ao tratamento de "Sua Alteza Sereníssima". Todavia, após o anúncio de seu casamento com uma filha da rainha Vitoria, a soberana garantiu-o o direito ao tratamento de "Sua Alteza", válido apenas no Reino Unido. Assim, Vitória Eugénia nasceu ostentando o título de "Princesa de Battenberg" e o direito ao tratamento de "Sua Alteza". Nascida no ano do Jubileu de Ouro de Vitória do Reino Unido, Ena foi chamada de the Jubilee baby (A bebê do Jubileu).
Foi batizada na Sala de Desenho do Castelo de Balmorol. Seus padrinhos foram a Imperatriz Eugénia de Montijo, representada pela princesa Frederica de Hanôver; sua tia materna a Imperatriz Consorte da Alemanha, representada pela Duquesa de Roxburghe; sua avó materna a Princesa de Battenberg, representada pela Marquesa de Ely; sua tia materna a princesa Helena do Reino Unido, representada pela Condessa de Erroll; seu tio paterno príncipe Luís de Battenberg, representado pelo Conde de Hopetoun; e o seu tio paterno o Duque de Edimburgo, representado por Sir Henry Ponsonby.

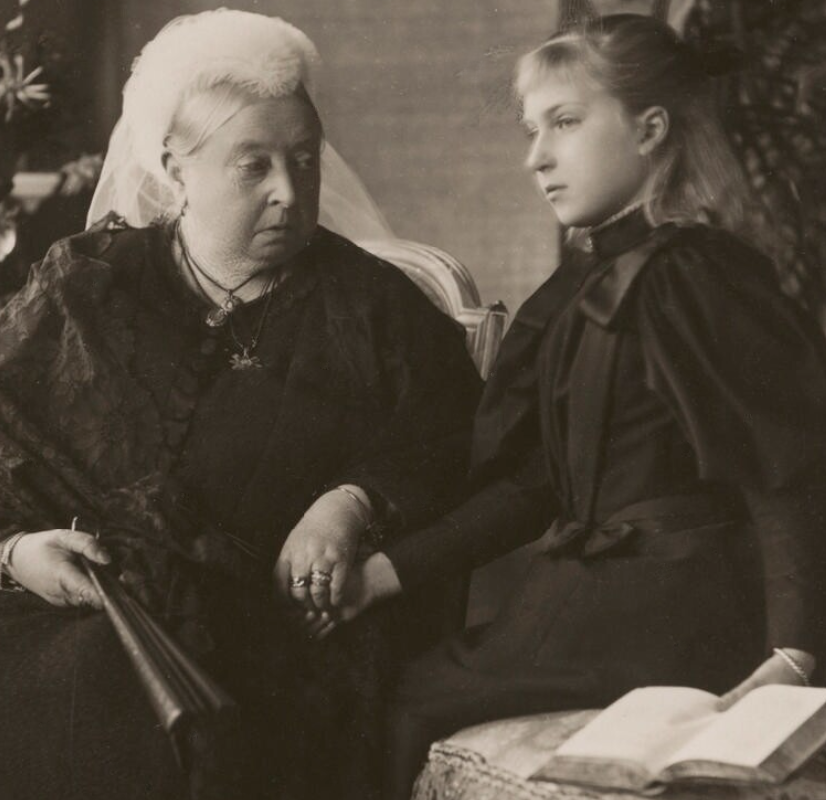
Ena com sua avó a rainha Vitória

Ena cresceu na Corte da rainha Vitória, haja vista que sua avó somente havia permitido o casamento entre os pais da princesa se os mesmos vivessem ao lado da soberana em tempo integral. Portanto, Ena passou sua infância entre o Castelo de Windsor, Castelo de Balmoral e a Casa Osborne, na Ilha de Wight. Em 6 de julho de 1893, ela foi dama de honra no casamento de seu primo o Duque de Iorque (futuro rei Jorge V do Reino Unido) e Maria de Teck.
Aos seis anos, nos arredores da Casa Osborne, Ena sofreu uma concussão após cair de um pônei e bater com sua cabeça no chão. Os médicos da rainha Vitória notaram "perigosos sintomas", tais como "evidentes sinais de pressão cerebral e provável hemorragia". Sua tia a imperatriz Vitória da Alemanha escreveu sobre: isto é tão doloroso que [Vitória Eugénia] não consegue retomar sua consciência ou abrir seus olhos.
Vitória Eugénia era muito próxima da avó a rainha Vitória. Posteriormente, ela recordaria: nascidos e sendo criados em sua casa, nossa avó era uma segunda mãe para nós. Ela era muito amável, mas muito estrita, com ideias utrapassadas de como crianças deveriam ser criadas. Vitória Eugénia ainda recordou que quando uma vez disse "já é hora de irmos para a cama", sua avó a corrigiu dizendo: Mocinha, uma princesa deve dizer "já é hora de eu me retirar".
Considerada a neta favorita da rainha Vitória, Ena era referida pela soberana como the little treasure (o pequeno tesouro).

## Casamento

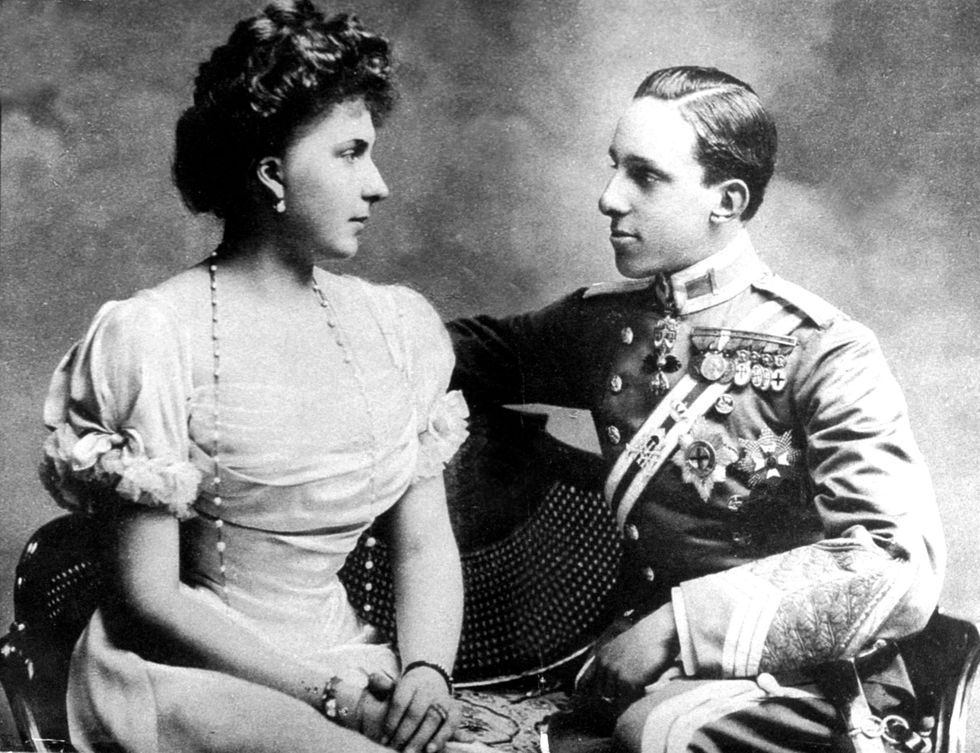
Vitória Eugénia e Afonso XIII

Em 1905, em Nice, Ena recebeu uma proposta de casamento do grão-duque Boris Vladimirovich da Rússia. Ambos tinham se conhecido dois anos antes na Ilha de Wight. A princesa tinha na altura apenas dezessete anos, resultando no adiamento do enlace até seu debute na sociedade. No entanto, a essa altura ela já havia se esquecido de Boris e na temporada seguinte conheceu seu futuro marido.
Em 1905, a princesa assistiu a uma festa organizada por seu tio, o rei Eduardo VII, dada em honra de Afonso XIII de Espanha. O monarca espanhol cortejou a jovem princesa, apesar da oposição a um possível matrimônio. A princípio foi acordado que Afonso cortejaria a princesa Patrícia de Connaught, prima de Vitória Eugénia e uma opção mais adequada para o monarca espanhol.
A rainha Maria Cristina, mãe de Afonso XIII, não era partidária da união entre seu filho e Vitória Eugénia, por causa das origens plebeias do ramo Battenberg. Além disso, a princesa ostentava unicamente o tratamento de Alteza Sereníssima, o qual era considerado inferior por Maria Cristina. Ela chegou a confrontar o filho pontuando que os Battenberg traziam ao mundo filhos doentes e que não sobreviviam a primeira infância. Apesar da oposição, no dia 9 de março de 1906, a família real espanhola anunciou o compromisso matrimonial entre o rei Afonso XIII e a princesa Vitória Eugénia. A notícia preocupou o povo e setores do clero espanhol, tendo em vista que a noiva era protestante, não tinha categoria suficiente e, supostamente, possuía ascendência judaica através de sua avó paterna, Julia de Hauke.
Ena foi obrigada a converter-se ao catolicismo. Foi rebatizada na diocese católica de Nottingham e na Igreja de São Sebastião de Madrid, dois dias antes do casamento; ela recebeu o nome católico romano de Victoria Eugenia Cristina Seu tio, Eduardo VII, concedeu-lhe o tratamento de Sua Alteza Real em 3 de abril de 1906. O contrato matrimonial foi assinado em Londres no dia 7 de maio de 1906. A cerimónia ocorreu na Igreja de São Jerónimo, no dia 31 de maio daquele ano.
| “ | "Eu, Vitória Eugénia de Battenberg, tendo diante dos olhos os Santos Evangelhos, que toco com a minha mão, e reconhecendo que ninguém pode ser salvo sem a fé que a Santa Igreja Católica Apostólica Romana mantém, acredita e ensina, contra a qual me arrependo profundamente de ter falhado, considerando que defendi e acreditei em doutrinas opostas aos suas ensinamentos" [...] — Trecho do ato de abjuração de Vitória Eugénia | ” |

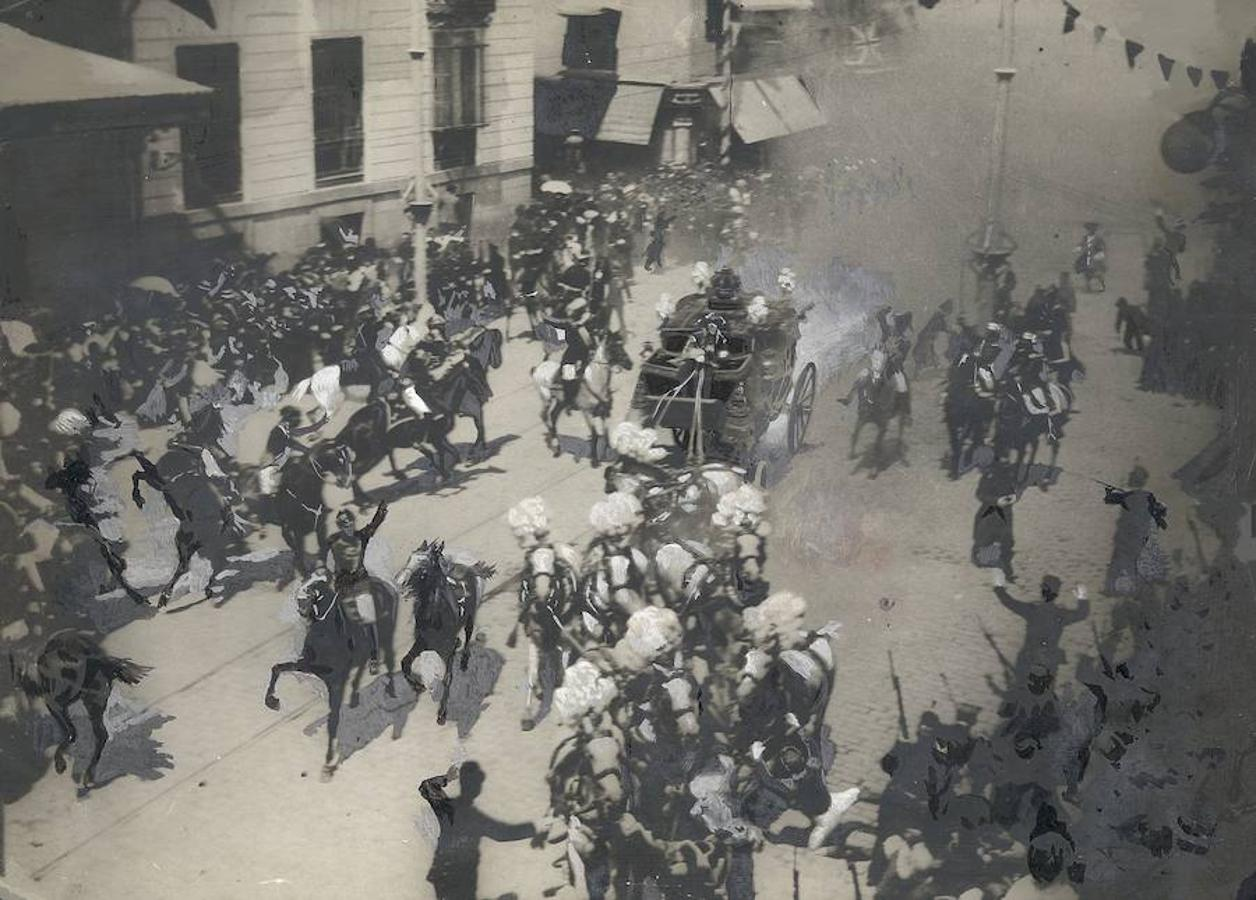
Atentado de 1906 pelo anarquista Mateu Morral

Vitória Eugénia casou-se com Afonso XIII na Igreja de São Jerônimo, o Real em Madrid em 31 de maio de 1906. Sua mãe, irmãos e primos, entres eles o Príncipe e a Princesa de Gales, herdeiros do trono britânico, estavam presentes.
Após a cerimónia de casamento, quando o séquito real se dirigia para o Palácio Real de Madrid, atravessando a famosa Calle Mayor, o casal sofreu um atendado orquestrado pelo anarquista Mateu Morral, que arremessou uma bomba entre um rosal de uma sacada em direção a carruagem real. Vitória Eugénia somente se salvou pois no exato momento em que a bomba explodiu ela se moveu dentro da carruagem em direção a Igreja de Santa Maria, na qual o marido convidou-a a admirar. Apesar de não ter se ferido, o seu vestido ficou manchado com o sangue dos guardas reais mortos ao lado da carruagem. Posteriormente, uma estátua foi inaugurada em frente ao Mosteiro Real de São Jerónimo para honrar a memória das vítimas do atentado.
Posteriormente, o compositor espanhol Fernando Moraleda Bellver escreveu uma canção sobre o atentado: 
O rei se casa e o povo enlouquece, porque é costumeiro e o rei assim merece.

Sua noiva com espanhola vênia, brasão inglês, Dona Vitória Eugénia.

Olhem para os dois, felizes e apaixonados, dizendo adeus, para ambos os lados.

Adorador de um sol primaveril, o amor vai ao palácio e uma mão criminosa para a comitiva real

na rua principal. Foi uma bomba, lançada por Morral, entre rosas vermelhas, de um triste rosal.

Rei Afonso, Rei da Espanha, sabeis que Madrid te ama, diga a esta que te acompanha, que é

nossa rainha e senhora, que perdoe as flores, uma maldade sem tamanho e que as minhas

melhores rosas estão ao seu encontro. Que perdoe o arminho, que foi de sangue

manchado, era muito grande o carinho e luto foi semeado.

## Rainha da Espanha

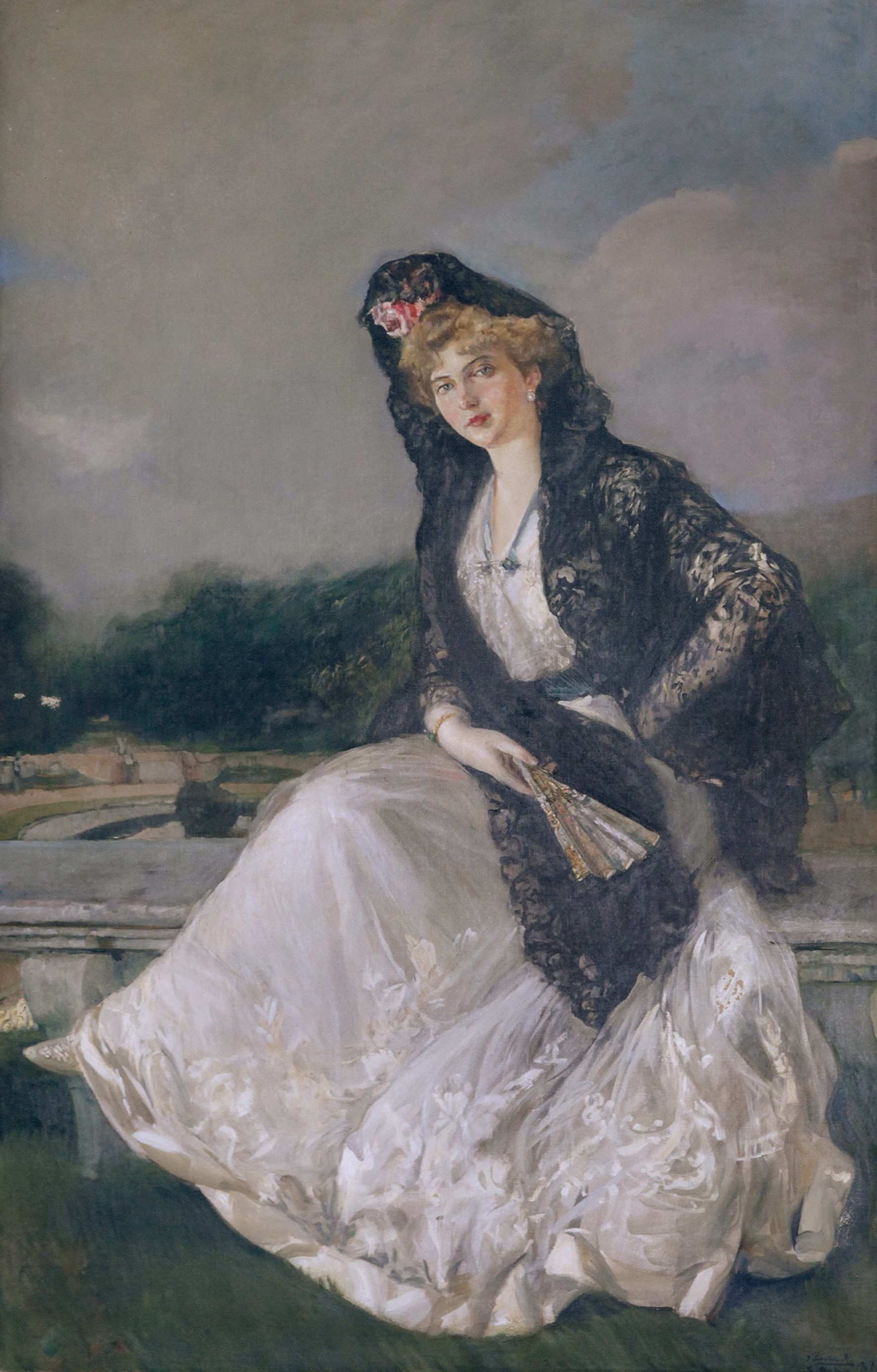
Vitória Eugénia com mantilha espanhola. Por Joaquín Sorolla, 1910.

Depois do pouco auspicioso começo do seu reinado, Vitória Eugénia ficou isolada do povo espanhol e tornou-se pouco popular no seu novo país. A sua vida de casada melhorou quando deu à luz um filho, Afonso, Príncipe das Astúrias. No entanto, quando o príncipe foi circuncisado, os médicos reparam que a hemorragia não parava — os primeiros sinais de que o infante tinha herdado a hemofilia. Vitória Eugénia era a óbvia origem da doença, que também sido herdada pelos seus irmãos mais velho e mais novo.
Contrariamente ao que fez o czar Nicolau II da Rússia, cujo único filho herdou a doença através de outra neta da rainha Vitória, Afonso alegadamente nunca perdoou Vitória Eugénia por tal fato. Mais tarde, Afonso, Príncipe das Astúrias, recordou que o pai vivia em constante tensão temendo que ele morresse subitamente; como quando o príncipe se cortou após derrubar uma garrafa de whisky de uma cristaleira: Aquela madrugada, como em muitas outras, meu pai não conseguiu conciliar o sono. Mesmo assim, o rei Afonso XIII e a rainha Vitória Eugénia tiveram sete filhos, cinco meninos e duas meninas. Curiosamente, nenhuma das filhas era transmissora dos genes da hemofilia.
Depois do nascimento dos filhos, as relações de Vitória Eugénia com Afonso deterioram-se e ele teve numerosos casos extraconjugais e ainda seis filhos extra-matrimoniaisː Sua prima, Beatriz de Saxe-Coburgo-Gota, também casou-se, em 1909, dentro da família real espanhola, com um primo do rei, o infante Afonso, Duque da Galliera. No ínicio, a relação das primas era calorosa, mas deteriorou-se após Bee ser apontada como uma das inúmeras amantes de Afonso XIII. Apesar do affair ser classificado apenas como um rumor, Vitória Eugénia saiu muito machucada emocionalmente do episódio e Bee e o marido foram exilados da Espanha, somente sendo autorizados a retornarem em 1924.
Vitória Eugénia não gostava do conservadorismo religoso espanhol e dos hábitos da Corte Real e, mais tarde, confidenciou a então noiva do seu neto Juan Carlos, a princesa Sofia da Grécia e Dinamarca, que era forçada a atender eventos que não queria e fingir apreciar costumes espanhóis que não gostava, como a tauromaquia; quando a princesa grega respondeu que ninguém a obrigaria a assitir corridas de touros, Ena contestou: Não tem como recusar, eles te obrigarão. Sentindo-se cada vez mais isolada, Ena voltou-se a paixão de colecionar joias. Apesar disso, Vitória Eugénia dedicou-se a ajudar hospitais e serviços para os pobres, bem como na área da educação e ensino, envolvendo-se ainda na reorganização da Cruz Vermelha Espanhola. Em 1909, a ponte neoclássica de Madrid sobre o rio Manzanares foi apelidada de Puente de la Reina Victoria. Em 1912, a monumental casa de ópera Teatro Victoria Eugenia em San Sebastián, recebeu o seu nome. Em 1920, ela batizou o barco da Marinha Espanhola Reina Victoria Eugenia, também em sua homenagem. Em 1929, a cidade de Barcelona mandou erigir-lhe uma estátua em uniforme de enfermeira pelo seu trabalho e dedicação a Cruz Vermelha (tendo esta, posteriormente, sido destruída. Vários locais e instituições receberam o nome de Vitória Eugénia, em sua homenagem.[carece de fontes?]
Ela foi a 976ª Dama da Ordem Real da Rainha Maria Luísa. Em 1923, o papa Pio XI conferiu-lhe a Rosa de Ouro, sendo a primeira vez que esta honraria foi dada a uma princesa inglesa desde 1555, quando o Papa Júlio III a deu à rainha Maria I da Inglaterra. Ela recebeu também a Real Ordem de Vitória e Alberto da sua avó, a rainha Vitória. A rainha também recebeu Ordem de Mérito da Cruz Vermelha de Espanha (Primeira Classe) e o colar de joias foi pago por subscrição pública do Corpo das Enfermeiras da Cruz Vermelha Espanhola.

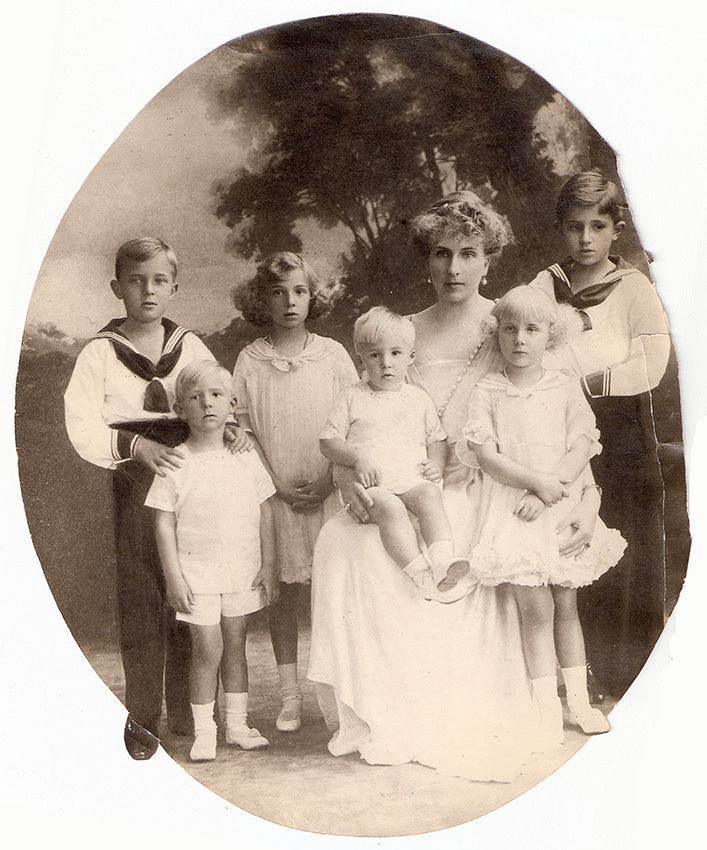
Ena com os filhos (1916)
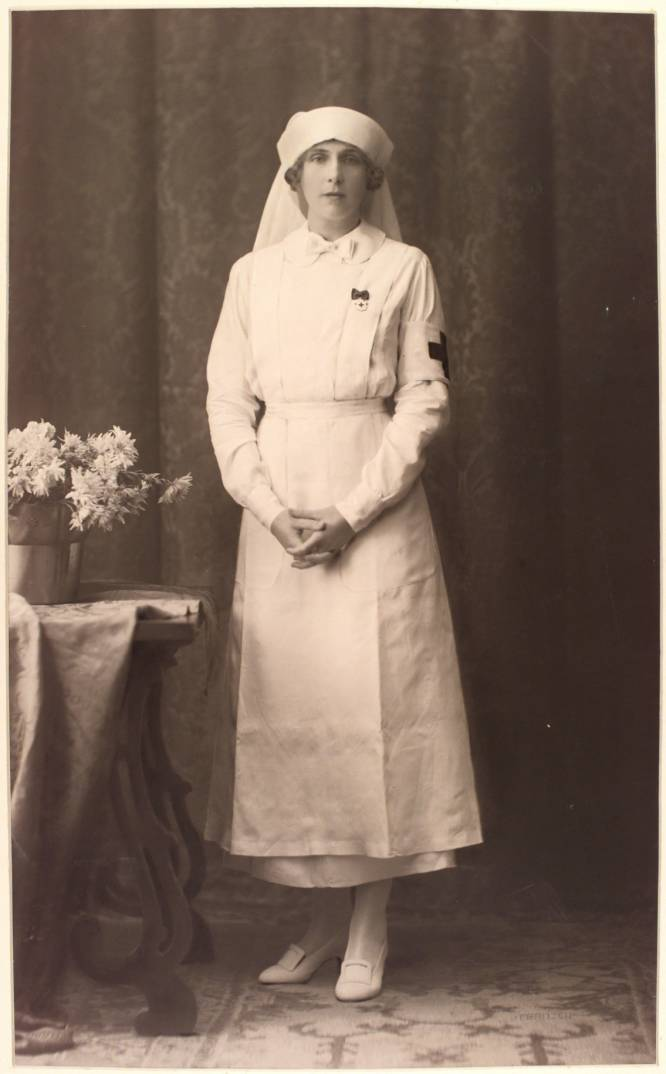
A rainha em uniforme de enfermeira da Cruz Vermelha
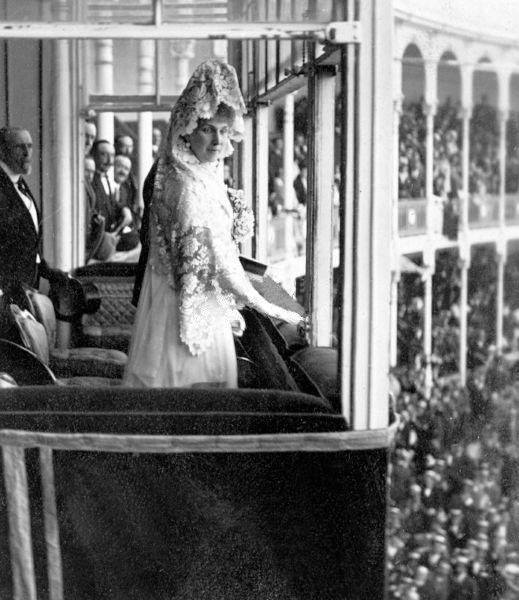
Ena em uma corrida de touros em Madrid

## Exílio e morte
A família real espanhola foi para o exílio em 14 de abril de 1931 depois de umas eleições municipais terem colocado republicanos no poder nas maiores cidades, levando à proclamação da Segunda República em Espanha. Alfonso XIII esperava que o seu exílio impedisse a guerra civil entre republicanos e nacionalistas, o que não ocorreu. A família foi primeiro para França e depois para Itália. Ena e Alfonso viveram pouco tempo junto depois, indo ela viver sozinha no Reino Unido, e ele permanecendo na Itália com as filhas Beatriz e Maria Cristina. Com a eclosão da Segunda Guerra Mundial, seu primo, o rei Jorge VI, notificou-a que não poderia garantir a sua segurança, fazendo com que Vitória Eugénia abandonasse o Reino Unido e fosse viver na Suíça, onde ela comprou um castelo, o Vieille Fontaine, perto de Lausana.
Em 1938, toda a família juntou-se em Roma para o batismo do filho mais velho de Dom João, Juan Carlos da Espanha. Em 15 de janeiro de 1941, Afonso XIII, sentindo a morte próxima, abdicou dos seus direitos ao trono, deixando-os ao filho João, Conde de Barcelona.  Em 12 de fevereiro, Afonso sofre um primeiro ataque do coração, morrendo a 28 de fevereiro de 1941. Em 1942, foi obrigada a deixar Itália por se ter tornado persona non grata para o governo italiano - de acordo com Harold Tittmann, um representante dos Estados Unidos no Vaticano nessa altura, pelo "apoio à causa Aliada".
Ena voltou brevemente à Espanha em fevereiro de 1968, para ser madrinha de batismo do seu bisneto, o infante Filipe, filho do infante Dom Juan Carlos de Bourbon e Bourbon-Duas Sicílias (mais tarde o rei Juan Carlos da Espanha) e da princesa Sofia da Grécia e Dinamarca (posteriormente a rainha Sofia).
Ena morreu em Lausana a 15 de abril de 1969, com 81 anos, exatamente 38 anos depois de ter deixado a Espanha para o exílio. Foi sepultada na Igreja do Sacré Coeur em Lausana. Em 25 de abril de 1985, o seu caixão voltou para Espanha, ficando na Cripta Real no Mosteiro do Escorial, próximo de Madrid, junto do túmulo do marido, Afonso XIII, e dos filhos, os infantes Afonso, Jaime e Gonçalo.

## Representações na cultura
- Alfonso, el príncipe maldito (telefilme) (2010), interpretada por Asunción Balaguer.[70]
- Sofía (telefilme) (2011), interpretada por Rosario Soriano.[71]
- Gran Hotel (série de televisão) (2013), interpretada por Aída Flix.[72]
- El Rey (série de televisão) (2014), interpretada por Maite Blasco.[73]
- Tiempos de guerra (série de televisão) (2017), interpretada por Cuca Escribano.[74]
- Ena. La reina Victoria Eugenia (2024-2025)[75]

## Títulos, honras e brasões

Monograma de Vitória Eugénia

### Títulos e estilos
- 24 de outubro de 1887 – 3 de abril de 1906: Sua Alteza Sereníssima, a Princesa Vitória Eugénia de Battenberg[23]
- 3 de abril de 1906 – 31 de maio de 1906: Sua Alteza Real, a Princesa Vitória Eugénia de Battenberg[76]
- 31 de maio de 1906 – 14 de abril de 1931: Sua Majestade, a Rainha da Espanha
- 14 de abril de 1931 – 15 de abril de 1969: Sua Majestade, a Rainha Vitória Eugénia da Espanha

### Honras
Nacionais (Espanha)
- Dama da Ordem de Maria Luísa
- Dama Grã-Cruz, Ordem do Mérito Civil

Estrangeiras
- Recipiente da Rosa de Ouro, 1923
- Dama Grande Cordão, Ordem da Coroa Preciosa
- Dama Grã-Cruz, Ordem de Santa Olga e da Santa Sofia, 13 de março de 1962[77]
- Áustria-Hungria
  - Dama, Ordem da Cruz Estrelada[78]
  - Dama Grã-Cruz, Ordem de Isabel
- Dama, Ordem de Vitória e Alberto
- Dama Grã-Cruz, Ordem Constantiniana de São Jorge[79]

### Brasões
| Brasão de Vitória Eugénia como Rainha da Espanha | Brasão da princesa Vitória Eugénia antes de 1906 | Brasão da princesa Vitória Eugénia depois de 1906 | Brasão de Vitória Eugénia como Rainha-viúva |

## Descendência

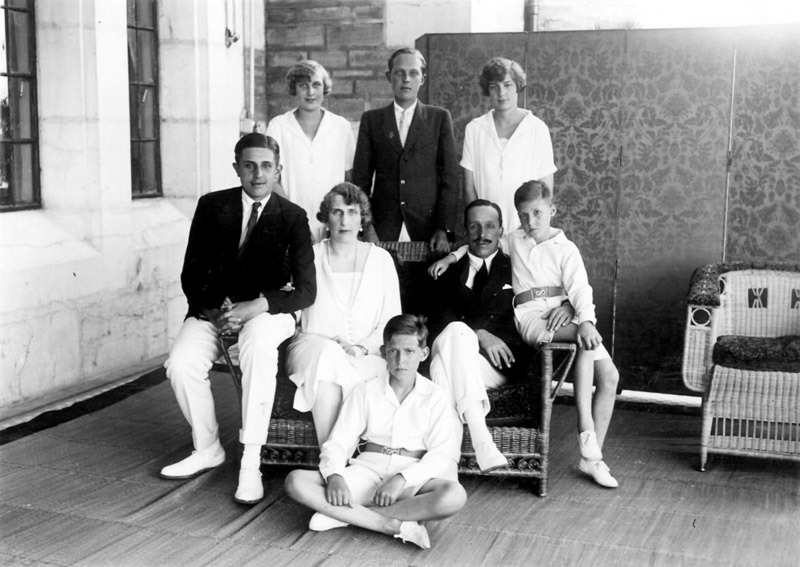
Afonso XIII e a rainha Vitória Eugénia e seus seis filhos. Esquerda para direita: infanta Maria Cristina, o Príncipe das Astúrias e a infanta Beatriz. Rainha Vitória Eugénia, o infante Jaime a direita da mãe, o infante João sentado no chão e o infante Gonçalo ao lado de seu pai, o rei Afonso XIII.

| Nome                          | Data de nascimento     | Data do falecimento    | Notas |
| ----------------------------- | ---------------------- | ---------------------- | --- |
| Afonso, Príncipe das Astúrias | 10 de maio de 1907     | 6 de setembro de 1938  | Casou-se com Edelmira Sampedro Robato. Sem descendência. Casou-se com Marta Esther Rocafort-Altuzarra. Sem descendência. |
| Jaime, Duque de Segóvia       | 23 de junho de 1908    | 20 de março de 1975    | Casou-se com Emanuela de Dampierre. Com descendência. Casou-se com Charlotte de Tiedemann. Sem descendência.             |
| Beatriz de Espanha            | 22 de junho de 1909    | 22 de novembro de 2002 | Casou-se com Alessandro Torlonia. Com descendência.                                                                      |
| Fernando da Espanha           | 21 de maio de 1910     | 21 de maio de 1910     | Natimorto. |
| Maria Cristina da Espanha     | 12 de dezembro de 1911 | 23 de dezembro de 1996 | Casou-se com o conde Enrico Marone Cinzano. Com descendência.                                                            |
| João, Conde de Barcelona      | 20 de junho de 1913    | 1 de abril de 1993     | Casou-se com a princesa Maria das Mercedes de Bourbon-Duas Sicílias. Com descendência.                                   |
| Gonçalo da Espanha            | 24 de outubro de 1914  | 13 de agosto de 1934   | Não se casou, morreu aos 19 anos.                                                                                        |